# 顎孔美洲擬鱥
顎孔美洲擬鱥（学名：Phenacobius uranops）是輻鰭魚綱鯉形目雅羅魚科的其中一個種，分布於北美洲美國肯塔基州、維吉尼亞州、田納西州、喬治亞州和阿拉巴馬州的上格林河、坎伯蘭河和田納西河流域，體長可達12公分，棲息在礫石底質的急流，屬肉食性，以水生昆蟲為食。